# Eduard Jan Dijksterhuis
Eduard Jan Dijksterhuis (Tilburg, 28 oktober 1892 - Bilthoven, 18 mei 1965) was een Nederlandse wetenschapshistoricus en wiskundige die vooral bekend is geworden door zijn boek De mechanisering van het wereldbeeld (1950).

## Leven
Dijksterhuis was de zoon van Berend Dijksterhuis (1861-1921) en Gezina Eerkes (1865-1936), later kreeg hij ook een zoon (Willem Dijksterhuis). Vader Dijksterhuis was docent Nederlands, geschiedenis en aardrijkskunde aan de Rijks-HBS Willem II in Tilburg. Hij promoveerde in 1899 op Bijdragen tot de geschiedenis der heerlijkheid Tilburg en Goirle en werd in datzelfde jaar ook directeur van voornoemde HBS. Eduard-Jan was hier leerling van 1904-1909. Hij studeerde van 1911 tot 1918 aan de Rijksuniversiteit Groningen, waar hij in 1918 promoveerde op het proefschrift Bijdragen tot de kennis der meetkunde van het platte schroevenvlak.
Dijksterhuis werkte vanaf 1916 tot 1953 als leraar wiskunde, natuurkunde en kosmografie eveneens aan de Rijks-HBS Willem II in Tilburg. In deze functie schreef hij zijn belangrijkste werken. Tijdens de oorlog aanvaardde hij een benoeming tot hoogleraar aan de Universiteit van Amsterdam, zodat hij na de bevrijding gezuiverd werd. In 1953 werd hij benoemd tot buitengewoon hoogleraar in de geschiedenis van de wiskunde en de natuurwetenschappen aan de Universiteit van Utrecht en in 1955 aan de Universiteit Leiden.
In 1952 werd Dijksterhuis benoemd tot lid van de Koninklijke Nederlandse Akademie van Wetenschappen Afdeling Letteren en in 1952 ontving hij voor zijn werk de P.C. Hooft-prijs. In 1959 werd hij getroffen door een beroerte waardoor zijn verstand werd aangetast. Hij overleed zes jaar later op 72-jarige leeftijd in Bilthoven, tegenwoordig gemeente De Bilt.

## Werk

### De mechanisering van het wereldbeeld
Dijksterhuis' meesterwerk De mechanisering van het wereldbeeld uit 1950 behandelt de geschiedenis van de exacte wetenschappen vanaf de Oudheid tot aan het ontstaan van de klassieke mechanica van Newton. Het boek is geïnspireerd op Die Mechanisierung des Weltbildes im 17. Jahrhundert (1938) van Anneliese Maier, en werd een internationaal standaardwerk van de wetenschapsgeschiedenis.

## Publicaties
Dijksterhuis schreef een aantal boeken, waarvan er sommige zijn vertaald, en vele artikelen en recensies in tijdschriften als De Gids, Euclides, Faraday en Centaurus.
- 1918: Bijdragen tot de kennis der meetkunde van het platte schroevenvlak
- 1924: Val en Worp. Een bijdrage tot de geschiedenis der mechanica van Aristoteles tot Newton
- 1929-30: De elementen van Euclides, 2 delen
- 1934: De Lage Landen bij de Zee
- 1938: Archimedes
- 1939: Vreemde woorden in de wiskunde
- 1943: Simon Stevin
- 1950: De mechanisering van het wereldbeeld, Meulenhoff Amsterdam, 1950. Vele vertalingen.
- 1951
  - Descartes et le Cartésianisme hollandais
  - Het wereldbeeld vernieuwd : van Copernicus tot Newton
  - Christiaan Huygens, rede
- 1952
  - De betekenis van de wis- en natuurkunde voor het leven en denken van Blaise Pascal
  - Clio's stiefkind, artikel
- 1953: Doel en methode van de geschiedenis der exacte wetenschappen
- 1953/1954: Nicolaas van Kues, rede
- 1954: De wetenschap in het leven van mens en maatschappij, artikel
- 1955
  - Wiskunde, natuurwetenschap en techniek als cultuurelementen
  - De natuurwetenschap in de eeuw der Verlichting, artikel
  - Ad quanta intelligenda condita, rede
- 1956: Renaissance en natuurwetenschap
- 1956-57: Scientia: handboek voor wetenschap, kunst en religie in 3 delen, De Haan
- 1960: Het rationalisme: zes belichtingen
- 1961: Overwinning door gehoorzaamheid: geschiedenis van natuurwetenschap en techniek

Postuum:
- 1990: Clio's stiefkind (essays; samengesteld en van een inleiding en commentaar voorzien door K. van Berkel), Bakker